# Hatemistas
Los hatemistas fueron los partidarios de las tesis de Ponciano Van-Hattem, ministro protestante en la provincia de Zelanda, que seguía las doctrinas del filósofo Espinoza y por esta razón fue degradado.
Los hatemistas infatuados con la doctrina de la reforma tocante a los decretos absolutos de Dios dedujeron el sistema de una necesidad fatal e invencible y cayeron así en el ateísmo. Negaron la diferencia entre el bien y el mal y la corrupción de la naturaleza humana. De aquí sacaron por conclusión que los hombres no están obligados a hacerse violencia para corregir sus malas inclinaciones y obedecer la ley de Dios: que la religión no consiste en obrar, sino en padecer, que toda la moral de Jesucristo se reduce a sufrir con paciencia cuanto nos acontece sin perder jamás la tranquilidad del alma. Suponían además que Jesucristo no satisfizo a la justicia divina, ni expió los pecados de los hombres con su pasión, sino que por su mediación quiso solamente darnos a entender que ninguna de nuestras obras puede ofender a Dios. Así es como Jesucristo (decían, ellos) justifica a sus siervos y los presenta purificados ante el tribunal divino. 
Vemos que estas opiniones tienden a extinguir todo sentimiento virtuoso y destruir toda obligación moral. Estos novatores ensoñaban que Dios no castiga a los hombres por sus pecados, sino con o mediante sus pecados; lo cual parece significar que por una necesidad inevitable y no por un decreto de Dios el pecado debe hacer la infelicidad del hombre ya en este mundo, ya en el otro. Pero no sabemos en qué hacían consistir esta infelicidad. 